# Кіокук (Айова)
Кіокук (англ. Keokuk) — місто (англ. city) в США, в окрузі Лі штату Айова. Населення — 9900 осіб (2020).

## Географія
Кіокук розташований за координатами 40°24′34″ пн. ш. 91°24′9″ зх. д. / 40.40944° пн. ш. 91.40250° зх. д. (40.409546, -91.402511).  За даними Бюро перепису населення США в 2010 році місто мало площу 27,41 км², з яких 23,66 км² — суходіл та 3,76 км² — водойми.

### Клімат
| Клімат : Кіокук                                                          | Клімат : Кіокук | Клімат : Кіокук | Клімат : Кіокук | Клімат : Кіокук | Клімат : Кіокук | Клімат : Кіокук | Клімат : Кіокук | Клімат : Кіокук | Клімат : Кіокук | Клімат : Кіокук | Клімат : Кіокук | Клімат : Кіокук | Клімат : Кіокук |
| Показник                                                                 | Січ.            | Лют.            | Бер.            | Квіт.           | Трав.           | Черв.           | Лип.            | Серп.           | Вер.            | Жовт.           | Лист.           | Груд.           | Рік             |
| Абсолютний максимум, °C                                                  | 21,1            | 23,9            | 30,6            | 33,3            | 38,9            | 40,0            | 47,8            | 43,3            | 37,8            | 34,4            | 27,8            | 21,1            | 47,8            |
| Середній максимум, °C                                                    | 0,0             | 3,3             | 10,0            | 16,7            | 22,8            | 27,8            | 30,6            | 29,4            | 25,0            | 18,9            | 10,0            | 2,8             | 16,7            |
| Середній мінімум, °C                                                     | −9,4            | −6,7            | −1,1            | 5,6             | 11,1            | 16,7            | 19,4            | 18,3            | 13,3            | 7,2             | 0,6             | −6,1            | 5,6             |
| Абсолютний мінімум, °C                                                   | −30             | −28,3           | −23,9           | −9,4            | 0,6             | 6,7             | 10,0            | 6,7             | 0,0             | −6,7            | −19,4           | −28,9           | −30             |
| Норма опадів, мм                                                         | 33              | 36              | 67              | 92              | 137             | 100             | 101             | 81              | 100             | 77              | 76              | 51              | 951             |
| ------------------------------------------------------------------------ | --------------- | --------------- | --------------- | --------------- | --------------- | --------------- | --------------- | --------------- | --------------- | --------------- | --------------- | --------------- | --------------- |
| Джерело: http://www.intellicast.com/Local/History.aspx?location=USIA0434 |                 |                 |                 |                 |                 |                 |                 |                 |                 |                 |                 |                 |                 |

## Демографія
Згідно з переписом 2010 року, у місті мешкало 10 780 осіб у 4482 домогосподарствах у складі 2818 родин. Густота населення становила 393 особи/км².  Було 5071 помешкання (185/км²).
Расовий склад населення:
| - 91,9 % — білих - 4,0 % — чорних або афроамериканців - 0,8 % — азіатів - 0,2 % — корінних американців |

До двох чи більше рас належало 2,8 %. Частка іспаномовних становила 1,8 % від усіх жителів.
За віковим діапазоном населення розподілялося таким чином: 24,4 % — особи молодші 18 років, 58,2 % — особи у віці 18—64 років, 17,4 % — особи у віці 65 років та старші. Медіана віку мешканця становила 40,0 року. На 100 осіб жіночої статі у місті припадало 91,0 чоловіків;  на 100 жінок у віці від 18 років та старших — 86,6 чоловіків також старших 18 років.
Середній дохід на одне домашнє господарство  становив 44 785 доларів США (медіана — 33 608), а середній дохід на одну сім'ю — 56 541 долар (медіана — 43 277). Медіана доходів становила 36 045 доларів для чоловіків та 27 912 долари для жінок. За межею бідності перебувало 24,5 % осіб, у тому числі 33,7 % дітей у віці до 18 років та 13,3 % осіб у віці 65 років та старших.
Цивільне працевлаштоване населення становило 4395 осіб. Основні галузі зайнятості: виробництво — 26,3 %, освіта, охорона здоров'я та соціальна допомога — 25,0 %, роздрібна торгівля — 11,7 %, мистецтво, розваги та відпочинок — 7,0 %.

## Персоналії
- Конрад Найджел (1897-1970) — американський актор епохи німого кіно.